# Галензув (Люблінський повіт)
Галензув (пол. Gałęzów) — село в Польщі, у гміні Бихава Люблінського повіту Люблінського воєводства.
Населення — 499 осіб (2011).
У 1975-1998 роках село належало до Люблінського воєводства.

## Демографія
Демографічна структура станом на 31 березня 2011 року:
|          | Загалом | Допрацездатний вік | Працездатний вік | Постпрацездатний вік |
| -------- | ------- | ------------------ | ---------------- | -------------------- |
| Чоловіки | 246     | 51                 | 156              | 39                   |
| Жінки    | 253     | 41                 | 146              | 66                   |
| Разом    | 499     | 92                 | 302              | 105                  |